# Rhombodera mjobergi
Rhombodera mjobergi är en bönsyrseart som beskrevs av Werner 1930. Rhombodera mjobergi ingår i släktet Rhombodera och familjen Mantidae. Inga underarter finns listade i Catalogue of Life.